# Episteme reducta
Episteme reducta är en fjärilsart som beskrevs av Hanan Bytinski-salz 1939. Episteme reducta ingår i släktet Episteme och familjen nattflyn. Inga underarter finns listade i Catalogue of Life.